# 木樨地站
木樨地站是一个位于中华人民共和国北京市西城区月坛街道和海淀区羊坊店街道交界处，复兴路、三里河路交叉口木樨地桥下方，属于北京地铁1号线和16号线的地铁换乘站。

## 位置
这个站位于复兴路上木樨地桥下，其中1号线车站位于永定河引水渠东侧，沿复兴路呈东西走向；16号线车站位于永定河引水渠西侧、中国科技会堂东侧，沿玉渊潭滨河路呈南北走向。

## 车站結構

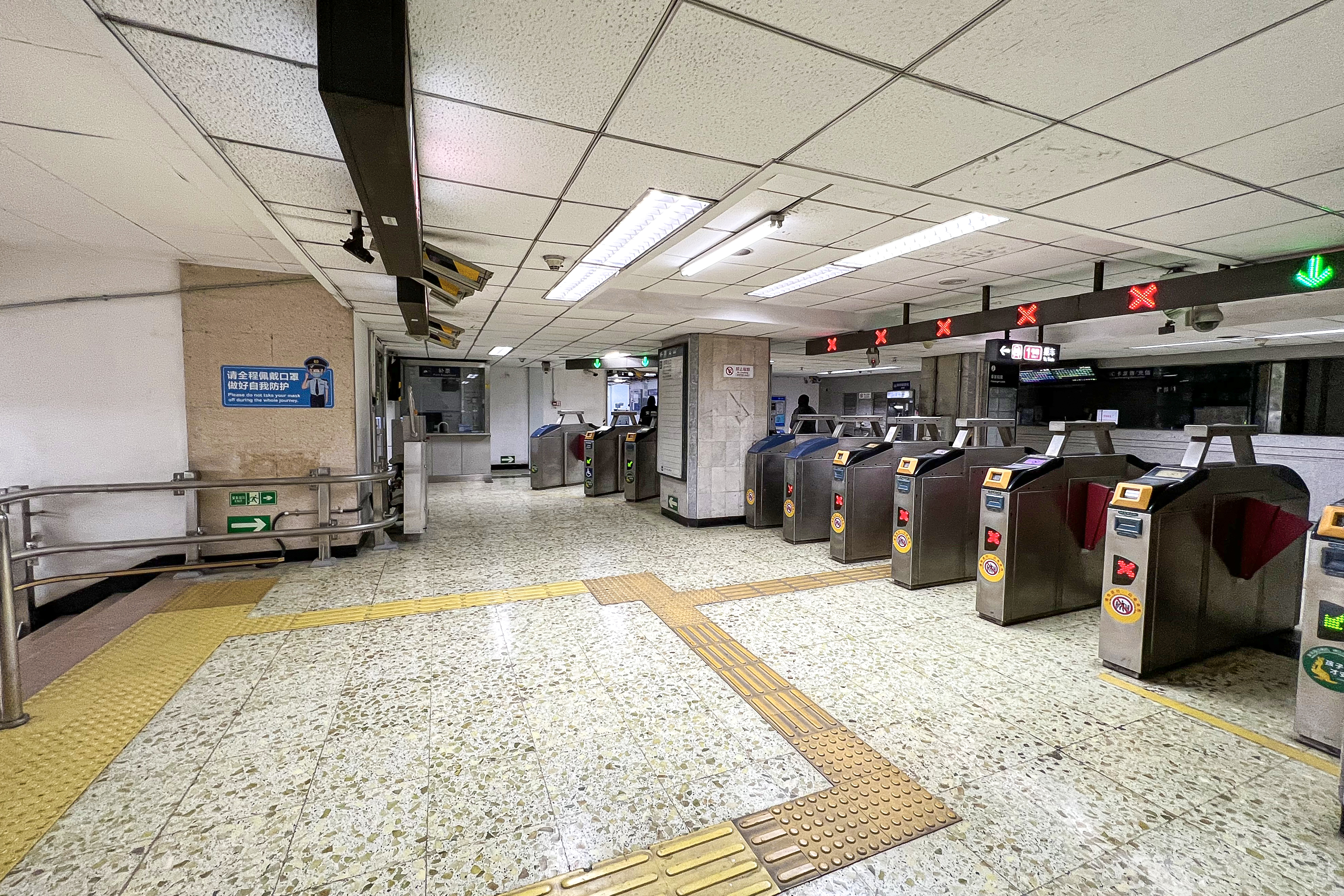
1号线西站厅

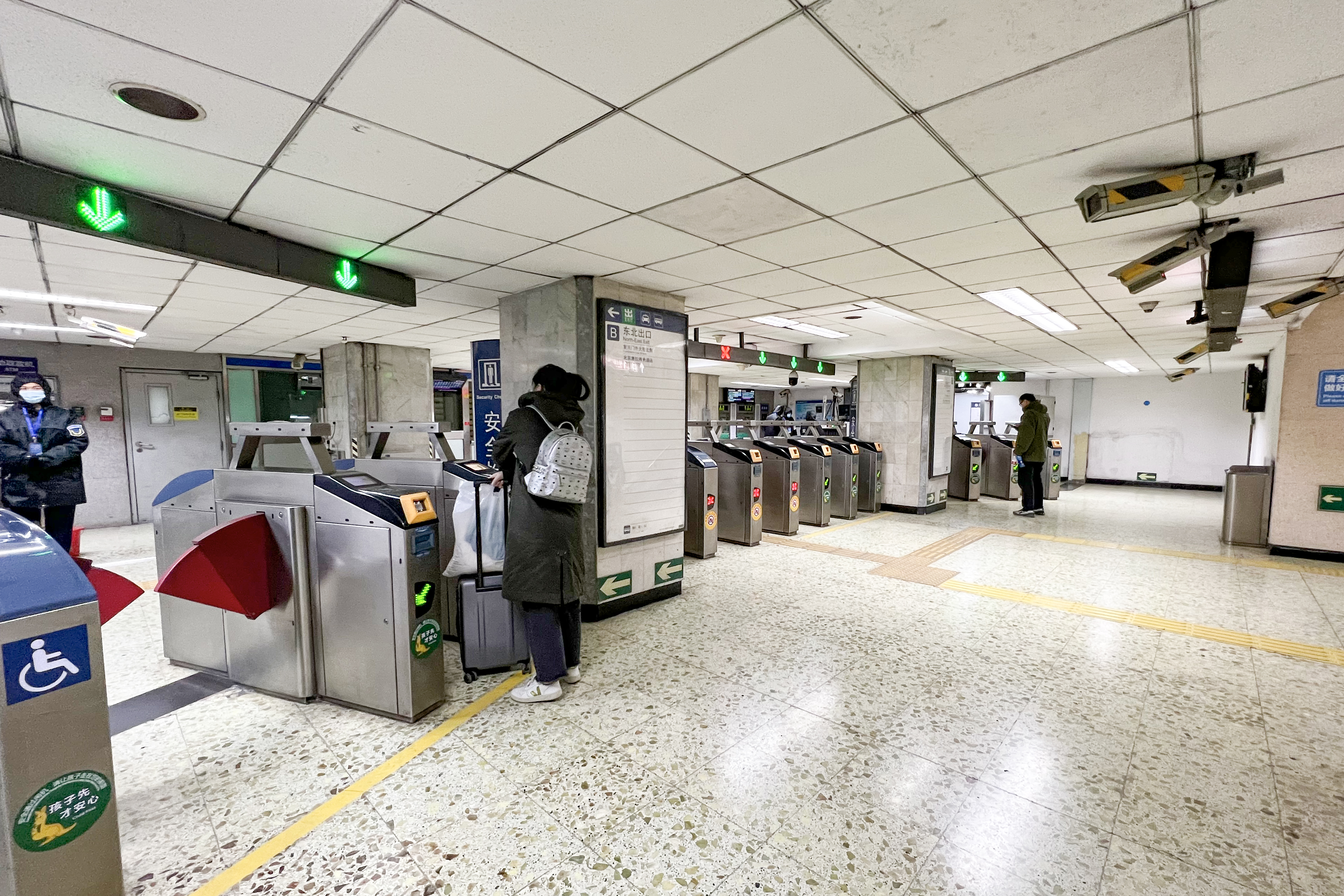
1号线东站厅

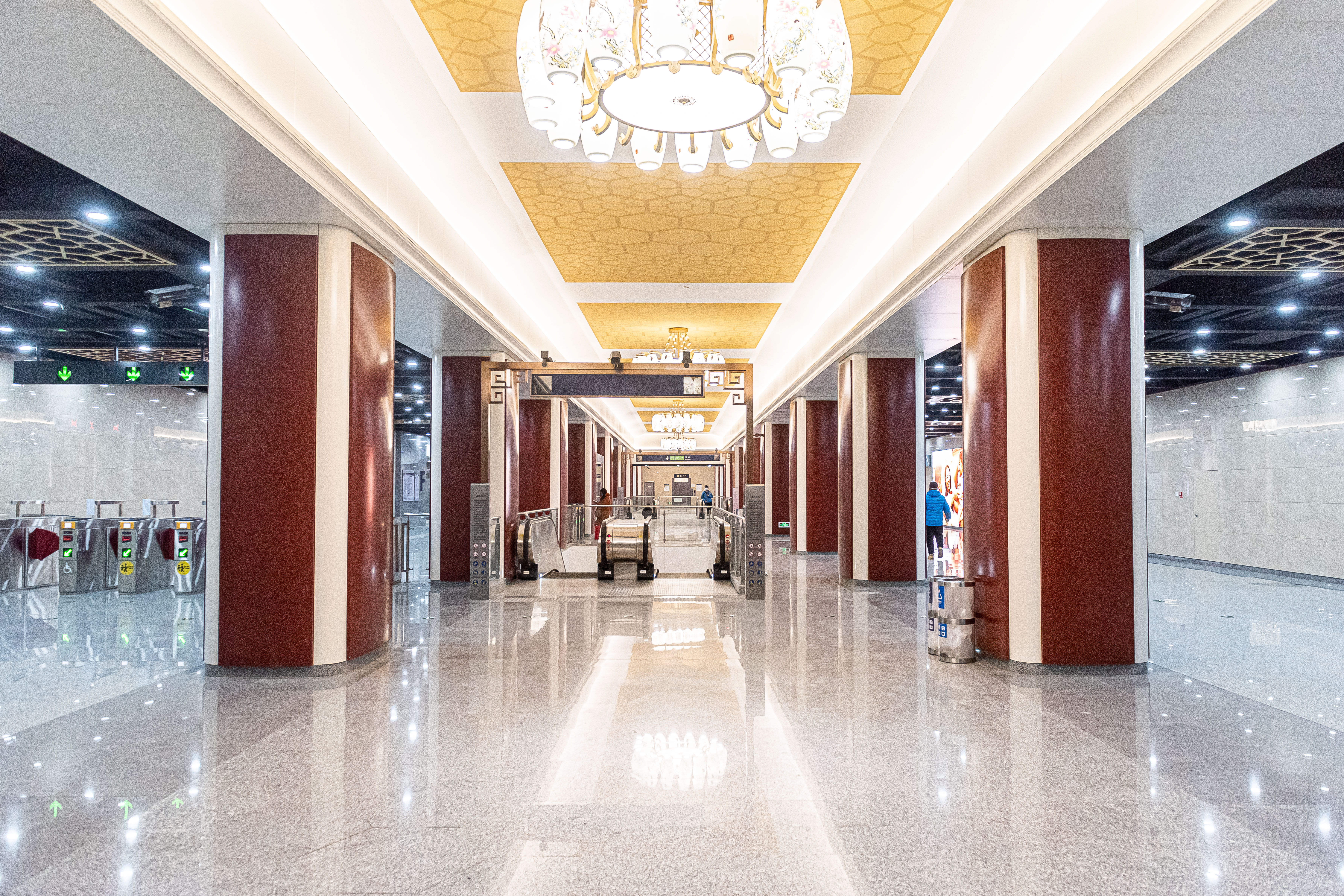
16号线站厅

### 车站楼层
1号线木樨地站采用分离式站厅和岛式站台设计，站台柱为红褐色。
16号线木樨地站位于茂林居东路和长安街交叉口北侧，永定河引水渠西侧，中国水利水电科学研究院小区东侧，采用明挖法施工。车站长209.2米、宽23.7米，规划共有四层。其中站台层设有一座岛式站台，为三跨矩形框架结构，宽14.06米。
| 地面     |                    | 出入口                                       |  |  |
| 地下一层 | 1号线站厅          | 售票机、问询中心、安检、进出站闸机           |  |  |
| 地下二层 |                    | 1号线往古城（军事博物馆）                    |  |  |
|          | 岛式站台，左侧开门 |                                              |  |  |
|          |                    | 1号线往四惠东、 八通线环球度假区（南礼士路） |  |  |
| 地下三层 | 16号线站厅         | 售票机、问询中心、安检、进出站闸机           |  |  |
| 地下四层 |                    | 16号线往北安河（玉渊潭东门）                 |  |  |
|          | 岛式站台，左侧开门 |                                              |  |  |
|          |                    | 16号线往宛平城（达官营）                     |  |  |

### 出入口
截至16号线开通前，本站共计8个出入口，均仅连通1号线站厅。16号线出入口目前已建成2个，均仅连通16号线站厅。由于本站暂时不在两条线路的站厅内设置换乘通道，本站采用虚拟换乘的方式进行两线之间的换乘。2023年10月16日，木樨地站换乘通道工程土建施工招标计划发布。
|                               |                      |                                                                           |      |                |
|                               |                      |                                                                           |      |                |
| 编号                          | 指示                 | 建议前往的目的地                                                          | 图片 | 无障碍设施图片 |
| 连通 1号线站厅                |                      |                                                                           |      |                |
| 出口 · A · 1                  | 复兴门外大街（北侧） | 中国科学院、国家信息中心、中国科学技术协会（中国科技会堂）、16号线车站F口 |      | 不適用         |
| 出口 · A · 2                  | 复兴门外大街（北侧） | 三里河三区                                                                |      | 不適用         |
| 出口 · B · 1                  | 复兴门外大街（北侧） | 北京唐拉雅秀酒店、长安商场                                                |      | 不適用         |
| 出口 · B · 2                  | 复兴门外大街（北侧） | 三里河三区                                                                |      | 不適用         |
| 出口 · C · 1                  | 复兴门外大街（南侧） | 中华全国总工会、首都博物馆、首都医科大学附属复兴医院                      |      | 不適用         |
| 出口 · C · 2                  | 复兴门外大街（南侧） | 木樨地北里                                                                |      | 不適用         |
| 出口 · D · 1 · 轮椅升降台标志 | 复兴门外大街（南侧） | 国宏宾馆、中国人民公安大学、中国铁路北京局集团有限公司                    |      |                |
| 出口 · D · 2                  | 复兴门外大街（南侧） | 木樨地北里                                                                |      | 不適用         |
| 连通 16号线站厅               |                      |                                                                           |      |                |
| 出口 · E · 升降机标志         | 玉渊潭南路（南侧）   | 茂林居东路、北京三里明月酒店、中国水利水电科学研究院                      |      |                |
| 出口 · F                      | 复兴路（北侧）       | 茂林居中街、1号线车站A1口、中国科技会堂                                   |      | 不適用         |
| 註： 設有 \| 設有輪椅升降台   |                      |                                                                           |      |                |

## 封站
在六四清场中，木樨地是死伤较为严重的地区之一。木樨地站也曾经多次在6月4日附近被封站处理。
历年6月封站记录：
- 2013年6月3日，木樨地站A1出口以“维修”为名封闭，但A2出口可自由出入。[4]
- 2014年6月2日，北京市地铁运营有限公司通过官方微博发布消息，表示“6月3日（周二）17时起至另有通知时止，地铁1号线木樨地站A1、A2出入口采取封闭措施。”[4]
- 2015年6月2日，北京市地铁运营有限公司再次通过微博发布消息，表示“6月2日18时起至6月4日末班车止，地铁木樨地站西北口采取临时封闭措施，民众需从其他出入口进站。”《明报》记者发现该微博留言内容不可见，并且无法回复。[5]
- 2016年6月3日，北京市地铁运营有限公司继续通过微博发布消息，表示“自今日15时起至另有通知时止，地铁1号线木樨地站西北口（A1、A2口）采取临时封闭措施”。该微博无法回复。[6]
- 2017年6月3日，木樨地站西北面的A1、A2出入口再次被封闭，北京市地铁运营有限公司未对此次封站发布任何具体消息，仅在车站内广播“车站因临时施工需关闭部分出入口，直至另行通知”提示乘客。[7]
- 2018年6月1日，北京地铁运营有限公司在微博发布通知，从6月3日13时至本站末班车时间止封闭A1、A2出入口。[8]
- 2019年6月2日，在六四三十周年纪念日前夕，北京地铁运营有限公司在微博发布通知，从6月3日10时起至另有通知时止，封闭该站A1、A2、B2出入口。[9]
- 木樨地站于2020年6月初期间并没有封闭出入口，根据Now新闻报道，仅有数量明显少于往年的便衣驻守车站附近[10]。
- 此后木樨地站也没有再封闭出入口。

关于封站，异议人士胡佳在推特上发表看法，认为此举是要阻止天安门母亲成员到该处拜祭六四遇难的子女。